# Bridgewater (Iowa)
Bridgewater is een plaats (city) in de Amerikaanse staat Iowa, en valt bestuurlijk gezien onder Adair County.

## Demografie
Bij de volkstelling in 2000 werd het aantal inwoners vastgesteld op 178. In 2006 is het aantal inwoners door het United States Census Bureau geschat op 167, een daling van 11 (-6,2%).

## Geografie
Volgens het United States Census Bureau beslaat de plaats een oppervlakte van 0,7 km², geheel bestaande uit land. Bridgewater ligt op ongeveer 372 m boven zeeniveau.

## Plaatsen in de nabije omgeving
De onderstaande figuur toont nabijgelegen plaatsen in een straal van 24 km rond Bridgewater.